# 식도이완불능증
식도이완불능증(Esophageal achalasia 또는 achalasia)은 평활근의 이완에 문제가 생긴 것으로, 하부식도괄약근이 계속 닫혀있게 만든다. 직장을 포함한 위장관계의 여러 지점을 따라 발생할 수 있다.
식도이완불능증은 연하곤란, 가끔은 복장뼈 흉통 등을 주된 특징으로 하며 체중 감소를 경험할 수 있다.

## 같이 보기
- 역류성 식도염